# Cerotrus celonicus
Cerotrus celonicus es un coleóptero de la familia Chrysomelidae.
Fue descrita científicamente en 1985 por Gruev.